# Lowa (cours d'eau)
Pour les articles homonymes, voir Lowa.
La Lowa est une rivière du Sud-Kivu, Nord-Kivu et Maniema en république démocratique du Congo.

## Géographie
Elle passe notamment par la localité de Walikale au Nord-Kivu, Yumbi au Maniema, et se jette dans le fleuve Congo, où il est appelé Lualaba, au Maniema.

## Affluents
Depuis la source de la Lowa jusqu’à sa confluence avec le fleuve Congo :
- Lwindi
- Kitatenge
- Luholo
- Luka, 200 km
- Utu
- Oso
- Umwa
- Uku
- Lubutu
- Uru